# Mango (sångare)
Giuseppe Mango, mer känd som Mango, född 6 november 1954, död 7 december 2014, var en italiensk sångare och låtskrivare. 

## Biografi
Mango föddes i Lagonegro i provinsen Potenza, och redan i unga år började han musicera. Bland hans favoritartister fanns Led Zeppelin, Deep Purple, Aretha Franklin och Peter Gabriel. 
1976 gav han ut sitt första album, La mia ragazza è un gran caldo. På 1980-talet började han blanda in italiensk pop, folkmusik och influenser av världsmusik i sin musik genom framgångsrika album som Odissea (1986) och Adesso (1987). 
Andra framgångsrika album var Sirtaki (1990), Come l'acqua (1992) och Disincanto (2002). Hans mest representativa sånger är "Oro", "Lei verrà", "Mediterraneo", "Amore per te", "Bella d'estate", "Come Monnalisa" och "La rondine". Han släppte också tre album på spanska. Under sin karriär skrev Mango även låtar till andra artister, som Mia Martini, Patty Pravo, Andrea Bocelli och Loredana Bertè. 2011 släpptes hans sista album La terra degli aquiloni. 
Mango dog 2014, efter att ha fått en hjärtinfarkt under en konsert i staden Policoro i provinsen Matera i Italien.

## Diskografi
- 1976 - La mia ragazza è un gran caldo
- 1979 - Arlecchino
- 1982 - È pericoloso sporgersi
- 1985 - Australia
- 1986 - Odissea
- 1987 - Adesso
- 1988 - Inseguendo l'aquila
- 1990 - Sirtaki
- 1992 - Come l'acqua
- 1994 - Mango
- 1997 - Credo
- 1999 - Visto cosi
- 2002 - Disincanto
- 2004 - Ti porto in Africa
- 2005 - Ti amo così
- 2007 - L'albero delle fate
- 2011 - La terra degli aquiloni

### Album på spanska
- 1987 - Ahora
- 1988 - Hierro y Fuego
- 1991 - Sirtaki